# Argyria kadenii
Argyria kadenii là một loài bướm đêm trong họ Crambidae.